# Hotel Victoria (Stuttgart)

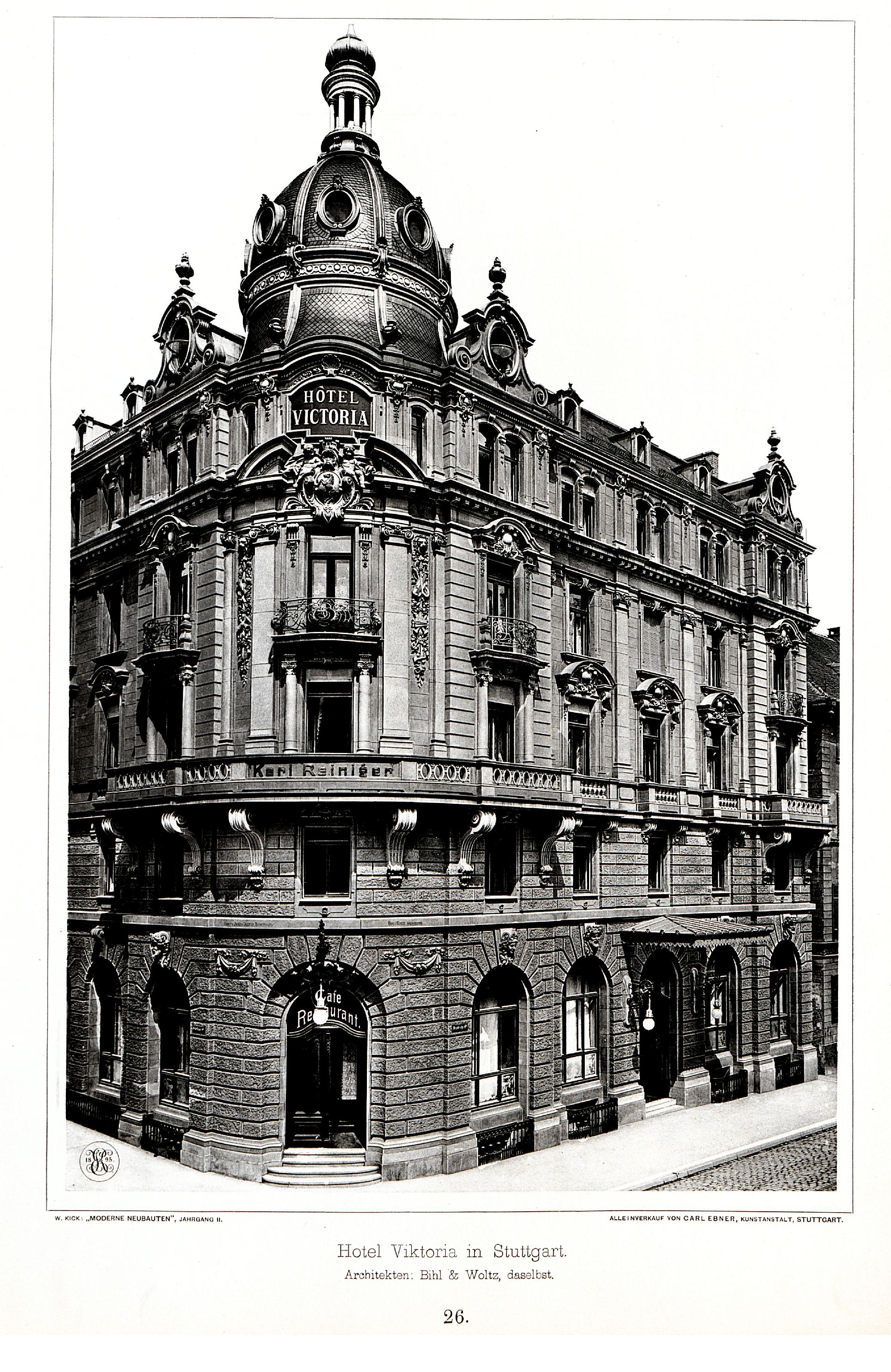
Das Stuttgarter Hotel Victoria, rechts der an der Friedrichstraße gelegene Hoteleingang, links die Schellingstraße

Das Hotel Victoria (teils auch Schreibweise Hotel Viktoria) war ein historisches Gebäude in der Innenstadt von Stuttgart, der Landeshauptstadt des damaligen Königreichs Württemberg sowie der späteren Folgestaaten und -länder (heute Baden-Württemberg). In dem 1894 im spätklassizistisch-historistischen Stil erstellten Neubau wurde 1895 das Hotel Victoria wiedereröffnet, das fortan zu den führenden Hotels in Stuttgart gehörte und nach einem Anfang der 1920er-Jahre erfolgten Besitzerwechsel unter dem Namen Hospiz Viktoria weitergeführt wurde. Das Gebäude wurde gegen Ende des Zweiten Weltkrieges zerstört und nach dem Krieg abgerissen.

## Lage
Das Hotel Victoria war in der Nähe des damaligen Stuttgarter Haupt- und Kopfbahnhofs im Stadtbezirk Mitte gelegen. Das Gebäude befand sich auf einem Grundstück an der Schellingstraße/Ecke Friedrichstraße, das von der Keplerstraße bis zur Friedrichstraße durchging. Die Postanschrift des Hotels lautete „Friedrichstraße 28“.

## Geschichte
Der Profanbau wurde nach Plänen der „namhaften Stuttgarter Architekten“ Bihl & Woltz in fünfzehnmonatiger Bauzeit von der Baufirma Jäger und Decker anstelle eines Anwesens errichtet, das dem Prälaten von Müller gehört hatte. Nach der Fertigstellung im Jahr 1894 wurde in dem Gebäude das Hotel Victoria eröffnet. Kurz danach wurde das Haus an Karl Reiniger veräußert, der im nahegelegenen Hauptbahnhof ein Restaurant geführt hatte und im erworbenen Neubau am 1. Juli 1895 das Hotel Victoria wiedereröffnete.
Das Hotel Victoria gehörte von Beginn an zu Stuttgarts führenden Hotels und entwickelte sich zudem zu einem bedeutenden Tagungshotel. Es profitierte von seiner verkehrsgünstigen Lage in der Nähe des an Bedeutung rasch zunehmenden Bahnhofs sowie allgemein von der mittelständisch geprägten Industrialisierung in Württemberg, die Ende der neunziger Jahre des 19. Jahrhunderts in großem Stil einsetzte. In einer Anzeige in einem englischsprachigen Reiseführer von 1896, mit dem der Norddeutsche Lloyd seine Schiffspassagiere aus Übersee als „Souvenir“ sowie zur Einstimmung auf deren Europabesuch beschenkte, warb das Hotel Victoria bei den potentiellen internationalen Gästen mit folgender Hotelbeschreibung:
„Stuttgart. Reopened July 1, 1895. Hotel Victoria. Well-known and popular. Next to the Railway Terminus. First class House. 90 Rooms. Electric Lighting – Steam Heating – Lift – Large Restaurant on the ground floor – All modern conveniences – Moderate prices.“
dt.: Stuttgart. Wiedereröffnung 1. Juli 1895. Hotel Victoria. Bekannt und beliebt. Neben dem Kopfbahnhof. Erstklassiges Haus. 90 Hotelzimmer. Elektrische Beleuchtung – Dampfheizung – Aufzug – Großes Restaurant im Erdgeschoss – Alle modernen Annehmlichkeiten – Moderate Preise.
Im Jahr 1901 benannte der Verband Deutscher Juweliere, Gold- und Silberschmiede in einer Einladung an seine Mitglieder zum in Stuttgart stattfindenden Verbandstag bei seinen Hotelempfehlungen das „Victoria“ an dritter Stelle der „ihrem Range nach“ aufgelisteten Hotels des Tagungsortes, d. h. nach dem Hotel Marquardt und dem Hotel Royal. Wie beim vorgenannten Verbandstag 1901 der Juweliere, Gold- und Silberschmiede, war das Hotel Victoria Veranstaltungsort von zahlreichen, oft auch überregionalen Tagungen, Konferenzen, Jahrestreffen, Jubiläums- und sonstigen Feiern etc. und/oder von begleitenden Empfängen, Festessen und Banketten etc. Hierzu gehören zum Beispiel: Hauptversammlung 1896 der Deutschen Elektrochemischen Gesellschaft, Jahrestreffen 1904 der Freien Vereinigung der Systematischen Botaniker und Pflanzengeographen sowie Versammlung 1906 der Deutschen Naturforscher und Ärzte, Abteilung Kinderheilkunde.
Das Hotel Victoria war Vereinslokal von mehreren Vereinen aus Stuttgart und ganz Württemberg; so trafen sich dort zum Beispiel regelmäßig der Verein württembergischer Dentisten (um 1899), der Württembergische Anglerverein (um 1904), die Ortsgruppe des Verbandes ehemaliger Weihenstephaner der Brauerabteilung (ab 1908).
Etwa Anfang der 1920er-Jahre wurde das Hotel von den Horeskabetrieben übernommen und als christliches Hospiz unter dem Namen Hospiz Viktoria weitergeführt. Zu den Horeskabetrieben gehörten Hospize und Hotels in Nürnberg, München, Ulm, Unkel im Rheinland und Benneckenstein im Harz. Direktor des Stuttgarter Hauses war A. Bischoff. Nach Angaben in einer Anzeige, die das Hospiz Viktoria in einem Mitteilungsblatt der Lübecker Handelskammer aufgegeben hatte, verfügte es über „150 Betten“.
Als es nach der Machtübernahme im Deutschen Reich durch die NSDAP und die Nationalsozialisten im Rahmen des sogenannten Kirchenkampfes zu mehreren „geheimen“ Treffen von deutschen Theologen kam, die dem NS-Regime kritisch gegenüberstanden, fanden mehrere dieser Zusammenkünfte im Stuttgarter Hospiz Viktoria statt; so trafen sich dort unter anderem im November 1938 August Marahrens, Martin Niemöller und Gerhard Stratenwerth zu einer vertraulichen Besprechung. Der NSDAP-Vorsitzende, Reichskanzler und Diktator Adolf Hitler, der Stuttgart mehrmals besuchte, übernachtete bei seinem dortigen Aufenthalt im März 1935 im Hospiz Viktoria, woraufhin „sich seine Anhänger rund um das Hotel [sammelten]“ und „am nächsten Morgen […] Schüler scharenweise [kamen], getreu der Devise ihrer Lehrer: ‚Die Klasse marschiert jetzt zum Viktoria-Hospiz‘“.
Gegen Ende des Zweiten Weltkrieges wurden weite Teile von Stuttgart bei den anglo-amerikanischen Luftangriffen zerstört, dabei wurde im Jahr 1944 das Hotelgebäude schwer beschädigt. Die Ruine wurde später beseitigt.
Heute sind das ehemalige Hotelgrundstück und angrenzende Grundstücke in der Keplerstraße und der Friedrichstraße mit einem größeren Büro- und Verwaltungsgebäude bebaut.

## Beschreibung

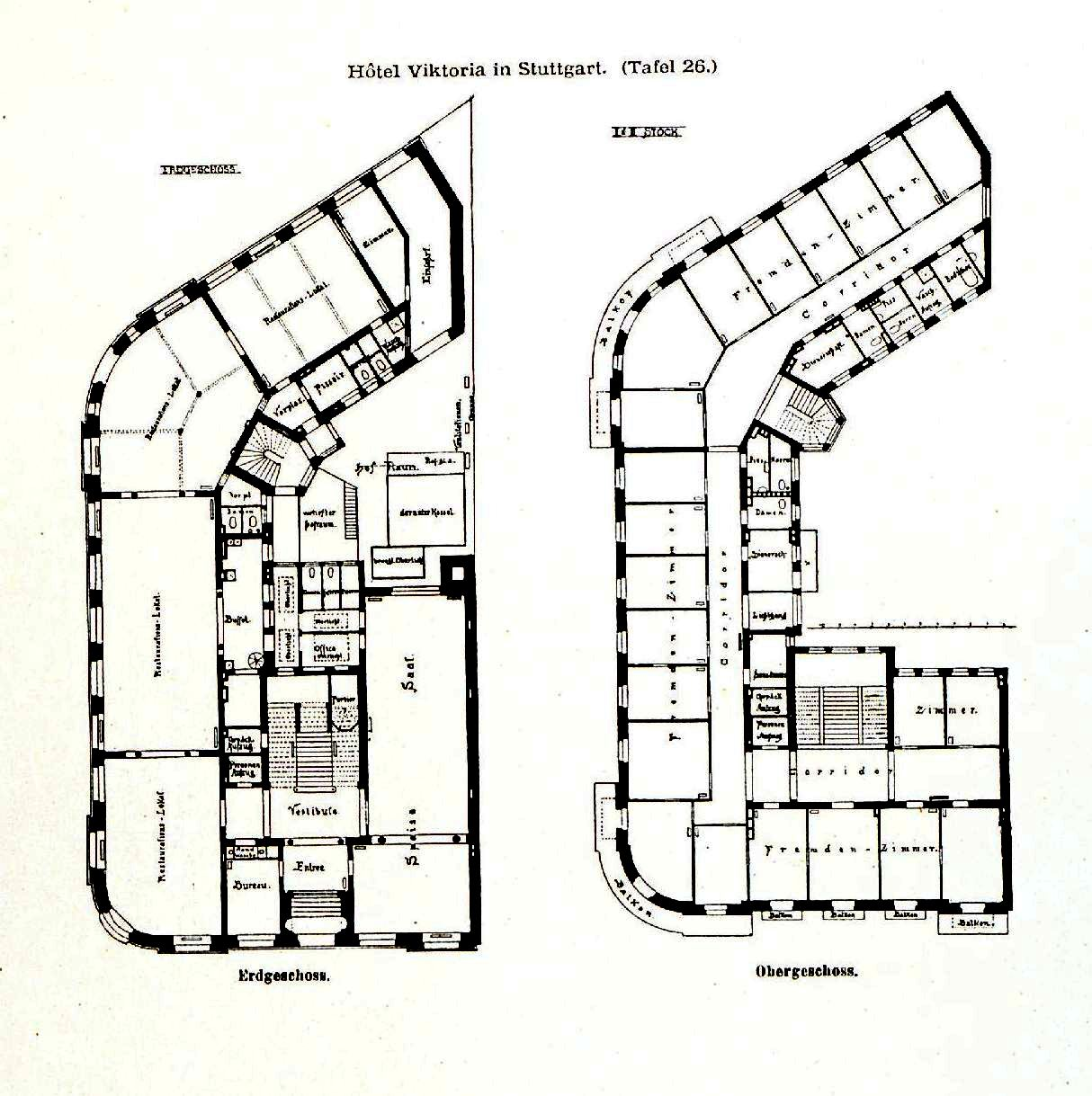
Grundrisszeichnungen des Gebäudes (links Erdgeschoss, rechts 2. Obergeschoss)

Das 5-geschossige Gebäude, das mit einem Tiefparterre und einem Dachgeschoss nach Art eines sogenannten Berliner Dachs versehen war, wurde von den Architekten im Stil des Spätklassizismus und Historismus sowie mit reichhaltigem Fassadendekor gestaltet. Das Gebäude bestand aus einem U-förmigen Baukörper, der entlang der drei angrenzenden Straßen und um einen kleinen Innenhof herum angeordnet war.
Das als Hochparterre ausgebildete Erdgeschoss verfügte über einen großzügigen Gastronomiebereich mit mehreren Restaurant-Räumen, einem Café und einem großen Speise-, Bankett- und Festsaal. Die Fenster im Erdgeschoss waren jeweils geschosshoch und mit Rundbogenabschluss ausgeführt. Im 1. Obergeschoss befand sich ein weiterer Versammlungsraum („Oberer Saal“).
Die Hotelzimmer befanden sich in den oberen Geschossen. Die Restaurant- und Bankettküche sowie Hauswirtschafts- und Technikräume waren im Untergeschoss angeordnet; die Belichtung des Tiefparterres erfolgte über Fenster mit vorgelagerten Lichtschächten, die durch Gitter gesichert waren. Der Eingang zum Hotel, das Entrée mit dem dahinterliegenden Vestibül und der Haupttreppenanlage, befand sich an der Friedrichstraße. Ein Eckeingang an der Gebäude-Ecke Friedrich-/Schellingstraße führte direkt ins Restaurant und Café.
Das Hotel verfügte über einen Personenaufzug und einen weiteren Aufzug für die gastronomische und hauswirtschaftliche Versorgung. Im Eckbereich des Gebäudes an der Schelling-/Keplerstraße gab es ein zweites Treppenhaus, das am Innenhof lag. Die U-förmige Ausbildung des Gebäudes ermöglichte die Anordnung von Fenstern an der Gebäuderückseite zur Belichtung und Belüftung von meist Sanitär- und sonstigen Nebenräumen; gleichzeitig wurde so ein kleiner Wirtschaftshof geschaffen. Die Ver- und Entsorgung der Gastronomie, Hauswirtschaft und Haustechnik des Hotels erfolgten über diesen Wirtschaftshof, der durch eine Gebäudedurchfahrt an die Keplerstraße angebunden war.

## Rezeption
Im Oktober 1895 fand eine Versammlung des Württembergischen Vereins für Baukunde im Hotel Victoria statt, „um nach dem von Reg.-Bmstr. Woltz angesagten Vortrag über dieses Hotel eine Besichtigung desselben vornehmen zu können“, wie die vom Verband Deutscher Architekten- und Ingenieur-Vereine herausgegebene Fachzeitschrift Deutsche Bauzeitung später berichtete.
Der Hotelneubau fand Aufnahme in das Mappenwerk Moderne Neubauten, das vom Architekten Wilhelm Kick von 1894 bis 1898 herausgegeben wurde und das in dessen Stuttgarter Architektur-Verlag Kick erschien. 1895, im 2. Herausgabejahrgang des Mappenwerks, wurde das Hotel Victoria als Tafel 26 mit einer großformatigen Fotografie und 2 Grundrissen vorgestellt (siehe Abbildungen).
Zum Bestand und Online-Datenbank-Angebot des Architekturmuseums der Technischen Universität Berlin gehören Exponate zu vier verschiedenen Bauten des Büros Bihl & Woltz, darunter auch das Hotel Victoria, das dort mit der vorgenannten Tafel aus Kicks Mappenwerk vorgestellt wird.
Vom Berliner Verlag Max Michaelis & Co., der in den 1900er-Jahren für verschiedene Hotels in Deutschland und der Schweiz Fotopostkarten anfertigte und sogenannte „Souvenir-Bücher“ verlegte, ließ das Hotel Victoria um 1905 das 56-seitige, illustrierte Buch Souvenir Hotel Victoria, Stuttgart. Andenken an das Hotel Victoria herstellen, das interessierten Hotelgästen angeboten wurde. Das Buch enthielt eine von A. Lochschmidt verfasste Beschreibung des Hotels und der Sehenswürdigkeiten von Stuttgart, zahlreiche Abbildungen sowie einen beigefügten Falt-Stadtplan von Stuttgart.
In die Literaturgeschichte ging das Hotel Victoria unter anderem ein durch den österreichischen Erzähler und Dramatiker Arthur Schnitzler, der dort um 1910 Quartier nahm und dies in seinen Tagebuch (Schnitzler)aufzeichnungen festhielt, die unter Leitung des Wiener Germanisten Werner Welzig editiert und 1981–2000 im Verlag der Österreichischen Akademie der Wissenschaften in einer zehnbändigen Edition veröffentlicht wurden. Auch die deutsche Autorin und Ehefrau des Dramatikers Carl Sternheim, Thea Sternheim, notierte einen Aufenthalt des Ehepaars im „Viktoria“ im Oktober 1912 in ihren Tagebuchaufzeichnungen, die unter anderem 1995 vom Literaturhistoriker Bernhard Zeller für die Akademie der Wissenschaften und der Literatur herausgegeben und vom Mainzer Verlag Hase und Koehler verlegt wurden.